# Sępolno Małe
Sępolno Małe (deutsch Klein Karzenburg, früher Klein Carzenburg) ist ein Dorf in der polnischen Woiwodschaft Westpommern und gehört zur Gmina Biały Bór (Baldenburg) im Powiat Szczecinecki (Neustettiner Kreis).

## Geographische Lage
Das Kirchdorf liegt in Hinterpommern, etwa 17 Kilometer westsüdwestlich von Miastko (Rummelsburg i. Pom.), elf Kilometer ostsüdöstlich von Bobolice (Bublitz) und 6,5 Kilometer nordwestlich von Biały Bór (Baldenburg) und drei Kilometer südwestlich von Sępolno Wielkie (Groß Karzenburg).
Das Dorf befindet sich auf einem hohen und bergigen Plateau des Pommerschen Landrückens und ist von neun fischreichen Seen umgeben.

## Geschichte

Klein Karzenburg (Kl. Carzenburg), westsüdwestlich von Rummelsburg, auf einer Landkarte von 1915 (Bildecke links unten)

Klein Karzenburg (Kl. Karzenburg), westsüdwestlich von Rummelsburg und ostsüdöstlich von Bublitz, auf einer Landkarte von 1910

Klein Karzenburg, ein altes Lehen der hinterpommerschen Familie Lettow, wird als solches urkundlich erstmals in dem Lehnbrief des Herzogs Johann Friedrich von 1575 erwähnt. Um 1782 bestand das Lehen aus den vier Anteilen A, B, C und D, zu denen jeweils ein Vorwerk im Dorf und ein weiteres Vorwerk auf der Feldmark gehörten, insgesamt also acht Vorwerke. Die vier Vorwerke auf der Feldmark hießen Vettrin (später Vettrinchen genannt), Neuhof (später Buschhof genannt), Johannishof und Friedrirchshof. Von diesen lagen die ersten drei am Großen Vettrin-See, etwa vier Kilometer nördlich des Dorfkerns, und Friedrichshof am Saat-See, etwa einen Kilometer nordwestlich des Großen Vettrin-Sees. Wegen dieser Gemengelage waren die nach 1812 in Angriff genommene Regulierung der gutsherrlichen und bäuerlichen Verhältnisse und die Gemeinheitsteilung hier nicht leicht zu bewerkstelligen und noch 1835 strittig.
Anfang 1856 befand sich das Rittergut Klein Carzenburg A u. D im Besitz des Lieutenants a. D. Karl August Wilhelm von Lettow, auf Klein Carzenburg B saß der Lieutenant Klemens von Lettow, und Besitzer von Klein Carzenburg C u. D war Friedrich von Lettow. Im Jahr 1884 wird als Besitzer von Klein Karzenburg B ein Barz angegeben, und die übrigen Lettowschen Güter befanden sich im Besitz des Fiskus. 1892 befand sich ein Fräulein von Lettow im Besitz des Ritterguts Klein Carzenburg A u. D. mit den Vorwerken Friedrichshof, Buschhof und Johannishof, und das Gut Klein Carzenburg B gehörte weiterhin Gutsbesitzer Barz.
Am 1. Dezember 1913 wurden auf der 700 Hektar großen Gemarkungsfläche der Landgemeinde Klein Karzenburg 69 viehhaltende Haushaltungen gezählt, auf dem 218 Hektar großen Gutsbezirk Klein Karzenburg A u. D sechs viehhaltende Haushaltungen und auf dem 365 Hektar großen Gutsbezirk Klein Karzenburg B sieben viehhaltende Haushaltungen.
Am 1. April 1927 hatte das Rittergut Klein Karzenburg A u. D eine Flächengröße von 262 Hektar, und am 16. Juni 1925 hatte dieser Gutsbezirk zwanzig Einwohner. Zu den gleichen Zeiten hatte das Gut Klein Karzenburg B eine Flächengröße von 360 Hektar und 37 Einwohner.
Anfang der 1930er Jahre hatte die Landgemeinde Klein Karzenburg eine Flächengröße von 19 km². Innerhalb der Gemeindegrenzen standen zusammen 67 bewohnte
Wohnhäuser an zwei verschiedenen Wohnstätten:
1. Forsthaus Klein Karzenburg
2. Klein Karzenburg

Um 1935 hatte Klein Karzenburg u. a. einen Gasthof, einen Gemischtwarenladen, zwei Schmieden und eine Stellmacherei. Im Jahr 1939 hatte die Landgemeinde 354 Einwohner.
Die Landgemeinde Klein Karzenburg gehörte im Jahr 1945 zum Landkreis Rummelsburg im Regierungsbezirk Köslin der preußischen Provinz Pommern des Deutschen Reichs und war dem Amtsbezirk Drawehn zugeordnet. Das Standesamt befand sich in Groß Karzenburg.
Gegen Ende des Zweiten Weltkriegs wurde Klein Karzenburg Anfang März 1945 von der Roten Armee eingenommen. Anschließend wurde klein Karzenburg zusammen mit ganz Hinterpommern von der Sowjetunion der Volksrepublik Polen zur Verwaltung überlassen. Es begann danach allmählich die Zuwanderung von Polen. Die einheimische Bevölkerung wurde in der Folgezeit von der polnischen Administration vertrieben. Der Ortsname wurde zu „Sępolno Małe“ polonisiert.

## Kirchspiel bis 1945

Ehemalige evangelische Dorfkirche Klein Karzenburg
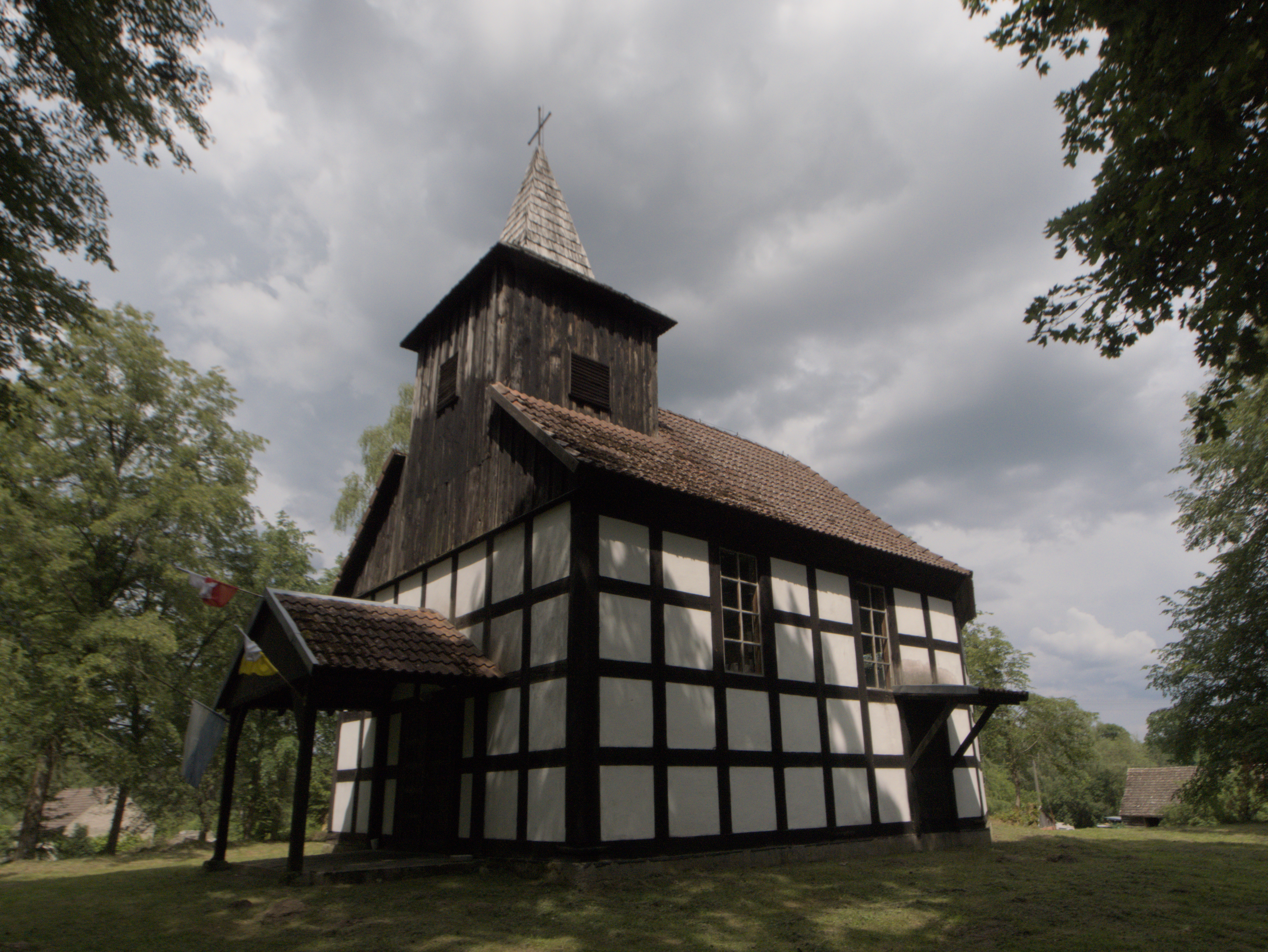
Eingangsseite mit Turm (2024)
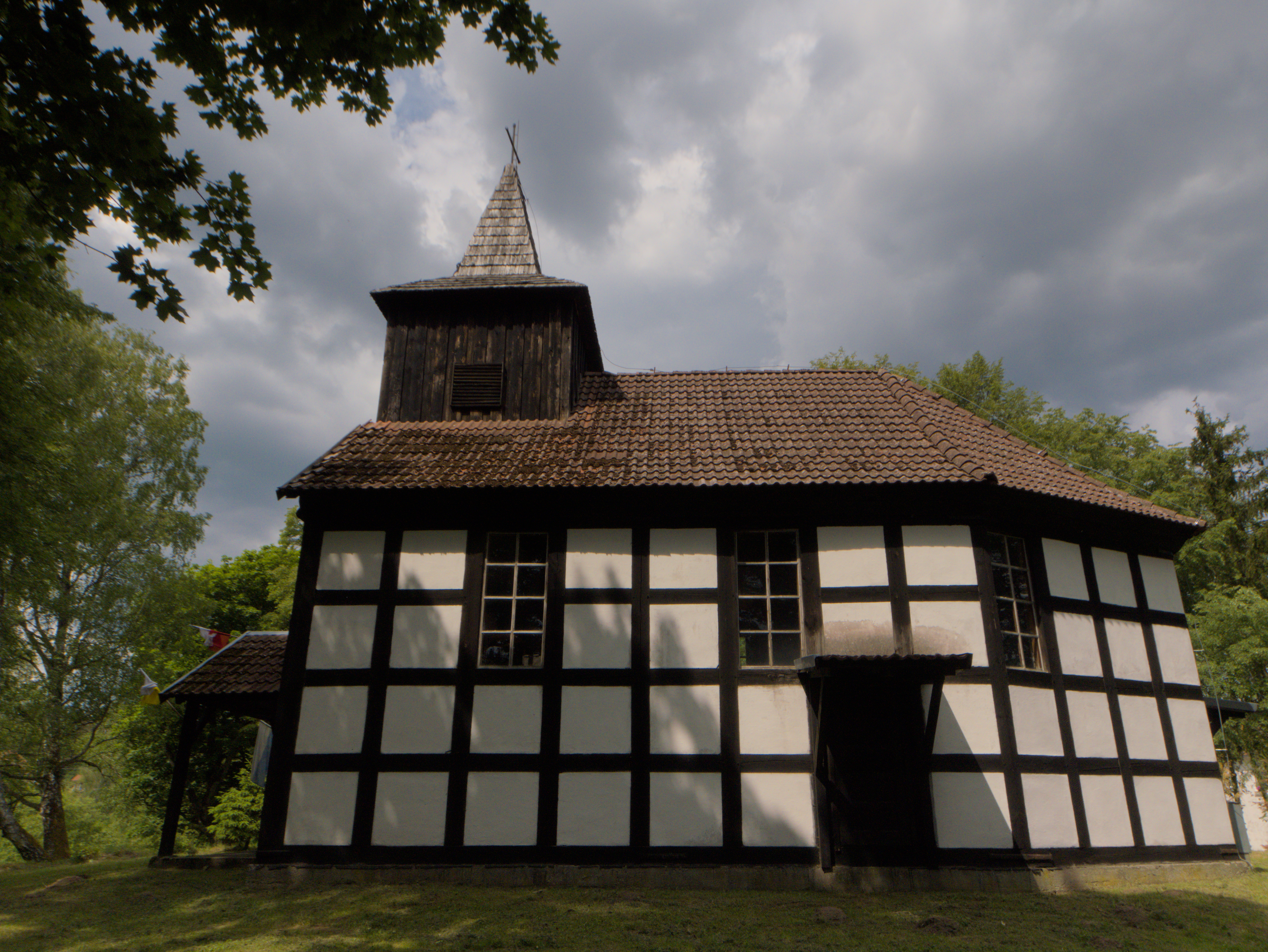
Südseite (2024)
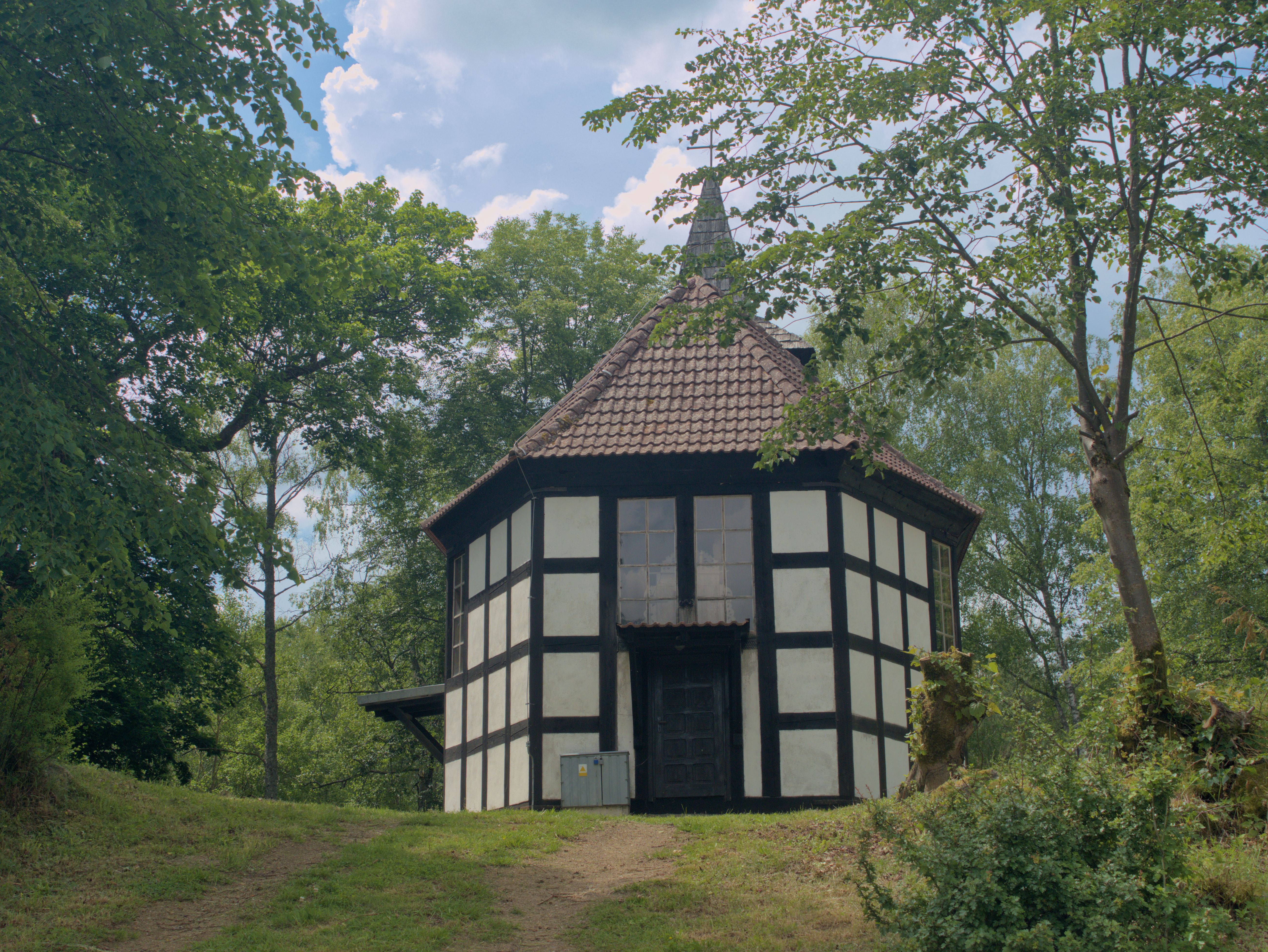
Chorseite (2024)

Die Dorfkirche wurde als Fachwerkbau 1696 fertiggestellt.
Die vor 1945 anwesende Dorfbevölkerung war mit wenigen Ausnahmen evangelischer Konfession. Die evangelischen Einwohner gehörten zum Kirchspiel Drawehn. Bis 1823 wurden Daten kirchlicher Ereignisse in den Kirchenbüchern der Mutterkirche eingetragen.
Das katholische Kirchspiel war in Pollnow, Kr. Schlawe i. Pom.
Nach 1945 wurde das Kirchengebäude zugunsten der Römisch-katholischen Kirche in Polen zwangsenteignet.

## Persönlichkeiten
- Heinrich Wilhelm von Lettow (1714–1793), 1776 Chef des Füsilierregiments Nr. 46 in Berlin, 1777 Generalmajor, von Friedrich II. hoch geschätzt, der ihn in seine Tafelrunde zog, 1779 nach Verwundung verabschiedet, 1793 unverheiratet gestorben, wurde hier geboren[13]
- Carl August Wilhelm von Lettow, Erbherr auf Hohenborn, Klein Karzenburg A u. D und Drawehn A[14]